# Bitva u Adwy
Bitva u Adwy, známá též podle italského názvu místa konání jako Bitva u Aduy, byla bitva mezi vojsky Etiopie a Itálie, kterou vyvrcholila první italsko-etiopská válka. Proběhla 1. března 1896 nedaleko Adwy na severu Etiopie a skončila rozhodným etiopským vítězstvím. Z italské armády o síle přibližně 20 000 vojáků jich padlo 7 000, 1 500 jich bylo raněno a 3 000 padlo do zajetí. Z etiopské armády o síle přibližně 110 000 vojáků jich padlo přes 6 000 a 8 000 bylo zraněno. Italská invazní armáda generála Baratieriho byla rozbita a Itálie musela uznat existenci Etiopie jako nezávislého státu. Etiopané však nebyli schopni využít svého vítězství a vyhnat Italy z Eritreje.